# 添地町 (名古屋市)
添地町（そえちまち）は、愛知県名古屋市東区の地名。

## 歴史

### 沿革
- 明治4年 - 愛知郡添地町となる[2]。
- 1878年（明治11年）12月20日 - 名古屋区成立に伴い、同区添地町となる[2]。
- 1889年（明治22年）10月1日 - 名古屋市成立に伴い、同市添地町となる[2]。
- 1908年（明治41年）4月1日 - 東区成立に伴い、同区添地町となる[2]。
- 1911年（明治44年） - 天理教愛知分教会が9番地の1に移転[3]。
- 1913年（大正2年）4月 - 中京ローラー製造所主である尾崎喜三が印刷用ローラー工場を設置[4]。
- 1945年（昭和20年）3月19日 - 名古屋大空襲により、天理教愛知大教会（1941年3月8日、愛知分教会より改称）が焼失[3]。1947年（昭和22年）12月に同市瑞穂区初日町に移転再建している[3]。
- 1981年（昭和56年）9月13日 - 葵一丁目および葵二丁目にそれぞれ編入され、消滅[2]。